# Авангард SLV-3
«Авангард SLV-3» (англ. Vanguard SLV-3 (Satellite Launch Vehicle 3)) — седьмой спутник США «серии Авангард» и третий полноразмерный, 20-дюймовый, несущий научное оборудование. Запуск прошёл неудачно: вторая ступень по неизвестной причине придала спутнику недостаточное ускорение. После выгорания третьей ступени спутник достиг высоты 426 километров, но не вышел на орбиту из-за недобора скорости.